# Zobatec
Zobatec (znanstveno ime Dentex dentex) je morska riba iz družine šparov.

## Opis
Zobatec je lepa riba s kratkim, bočno stisnjenim telesom, z visokim hrbtom ter prelivajočimi se barvami po telesu ter majhnimi pegami s kovinskim sijajem. Je riba roparica, ki se vedno giblje, le kadar preži na plen po navadi miruje. V ustih ima štiri močne zobe podočnjake, po katerih je dobil ime in s katerimi tre lupine rakov in školjk. V dolžino zraste do enega metra ter doseže do 15 kg. Živi ob vseh kamnitih obalah do globine 200 metrov in ga obalni ribiči največ love v avgustu in septembru. Velja za izjemno prebrisano ribo, zradi česar ga je težko ujeti s harpuno in velja za veliko trofejo med podvodnimi ribiči.

## Razširjenost
Zobatec je pogosta riba Sredozemlja, pogost je tudi v Jadranu, najdemo pa ga tudi v Atlantskem oceanu od Velike Britanije do Senegala, in v okolici Kanarskih otokov.
Po okusnosti velja za eno izmed najbolj okusnih morskih rib in ima čvrsto, belo meso, ki ga največ pripravljajo kuhanega.